# 劉玉春 (台灣)
劉玉春（1931年—2015年），河南修武人，抗日戰爭期間是在國民政府的大後方求學的流亡學生，國共內戰後來到台灣，從國立臺灣大學政治系畢業，曾任大同國中、懷生國中教師，後擔任懷生國中、萬華國中、松山高商校長，1989年至1996年擔任臺北市立建國高級中學校長，其任內將建國中學操場的跑道材質從紅土升格為聚氨酯（PU），收回校園邊緣一些為攤販佔據的校地，增設網球場，並降低學校圍牆的高度。